# Astragalus subspongocarpus
Astragalus subspongocarpus là một loài thực vật có hoa trong họ Đậu. Loài này được Ovcz. & Rassulova miêu tả khoa học đầu tiên.